# こんな時があってもいいね
こんな時があってもいいね（こんなときがあってもいいね）は、日本の歌。作詞：中村千栄子・作曲:浜口庫之助。1977年6月から7月まで、NHKの歌番組「みんなのうた」で放送。歌はボニージャックス。映像は実写によるもの。1人の時も、2人の時も、道と語りあって旅をすることの素晴らしさを表している。2006年6月-7月に再放送され、9年後の2015年6月-7月にも再放送される（双方ともラジオのみ）。